# Vliegbasis Deelen

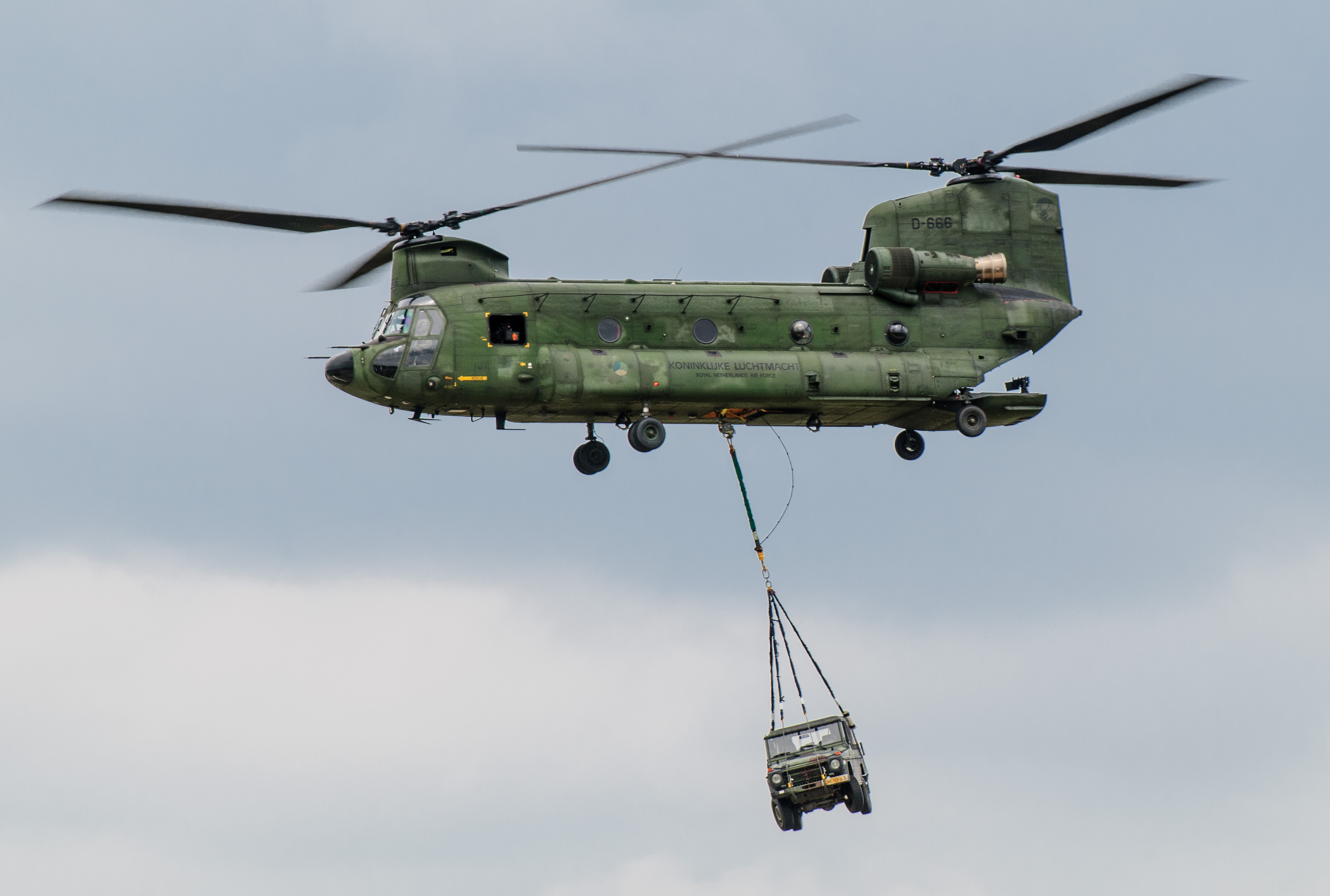
Training CH-47 Chinook

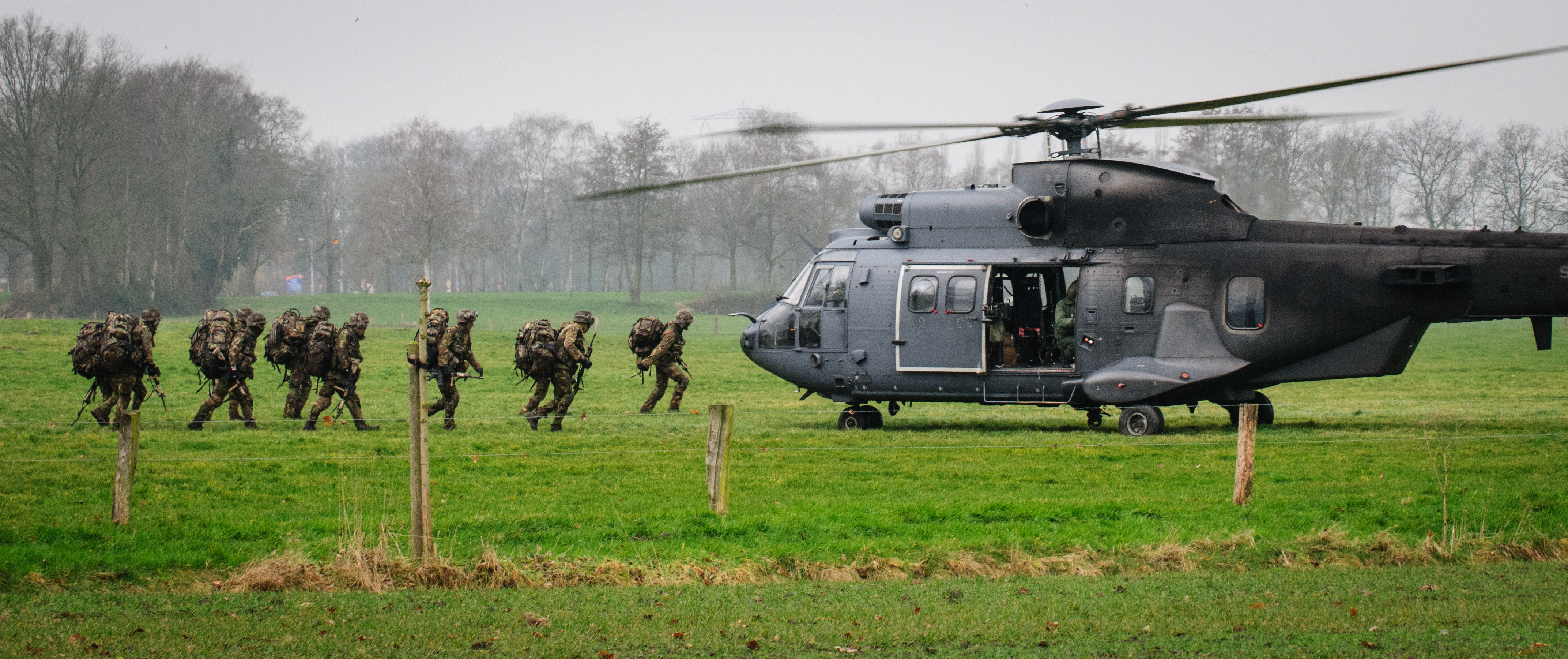
Training Eurocopter Cougar

Vliegbasis Deelen ligt iets ten noorden van de stad Arnhem in de provincie Gelderland. Het is een voormalig Nederlands militair hulpvliegveld dat vlak voor de Eerste Wereldoorlog werd opgeleverd. In de Tweede Wereldoorlog werd het vliegveld ten behoeve van de Duitse Luftwaffe grondig verbouwd tot Fliegerhorst. De Fliegerhorst Deelen werd het grootste Duitse vliegveld van Nederland. Na de bevrijding werd Deelen een vliegbasis van de Koninklijke Luchtmacht. In 1995 werd de basis opgeheven en herbestemd als Militair Luchtvaartterrein (MLT). Na sluiting van vliegbasis Soesterberg werd dit weer ongedaan gemaakt en nu is Deelen een Forward Operating Base (FOB) van het Defensie Helikopter Commando (DHC) zonder permanent gelegerde vliegende eenheden. Het terrein ligt voor het grootste deel op het grondgebied van de gemeente Ede en voor een kleiner deel op dat van Arnhem.

## Bijzonderheden
- Startbaan 01-19 (Voorheen 02-20); 50m breed en 2400m lang uit beton en asfalt. De asfalt toplaag van de baan is verwijderd waardoor deze ongeschikt is geworden voor gebruik door zware vliegtuigen.
- Het verkeersleidingsgebied van Deelen (de "Controlzone") strekt zich boven het veld uit tot 3000 voet boven zeeniveau. Naar het noorden tot Apeldoorn Zuid, naar het zuiden tot Elst, naar het westen tot Ede en naar het oosten tot Dieren.
- Zweefvliegactiviteiten en activiteiten met modelvliegtuigen vanaf de grasdelen van het veld. Circa 4 km oostelijk van Deelen ligt het zweefvliegveld Terlet.
- Navigatiebaken: het militaire TACAN-baken is nog steeds in gebruik.
- Instrument Landing System (ILS): De ILS van de gesloten basis Soesterberg EHSB is opgesteld op baan 19 (voorheen baan 20).
- Communicatie; torenfrequenties: VHF 129.925 122.1 MHz en UHF 279.925 en 257.8 MHz

## Geschiedenis
In juli 1913 kreeg de in Soesterberg opgerichte Luchtvaartafdeeling der Koninklijke Landmacht (LVA) als taak het patrouilleren langs de landsgrenzen ter handhaving van de neutraliteit. Voor de uitvoering van die taak was het vliegveld Soesterberg ontoereikend en dus werden hulpvliegvelden ingericht bij Arnhem, Nieuw-Milligen, Gilze-Rijen, Venlo en Vlissingen.

Het kamp van de LVA lag ten noordoosten van landgoed Vrijland in de gemeente Arnhem. De onverharde startbanen werden in april 1940 omgeploegd om gebruik door de Duitsers te beletten.
Voor de Luftwaffe werd van mei 1940- september 1944 ten noordwesten van Vrijland, deels op 2.000 ha van park De Hoge Veluwe onder de naam Fliegerhorst Deelen (codenaam: Alster) een nieuw vliegveld van 4.000 ha met een omtrek van 25 km gebouwd. Dit werd de grootste Duitse vliegbasis in Nederland en stond hiërarchisch onder 'Leithorst' Schiphol. Nederland - door de Luftwaffe aangeduid als 'Luftgau Holland' - vormde een van de voornaamste uitvalsbases van de Luftwaffe voor aanvallen op Engeland en de eerste verdedigingslinie tegen de geallieerde luchtaanvallen op nazi-Duitsland.

### Duitse inrichting
Het ontwerp van de gebouwen was naar de toen modernste Luftwaffe maatstaven en omvatte bombescherming en verregaande geïntegreerde camouflage. Ook werd een verhard startbanenstelsel in de vorm van de hoofdletter A aangelegd met 1 baan van 1.700 meter en twee banen van 1.300 meter. Tevens kwamen er 60 overdekte opstelplaatsen voor vliegtuigen en 100 gebouwen bij, met 2 verwarmde reparatiehallen ('Werfte') voor uitgebreide reparaties en vervanging van motoren. De gebouwen werden door Nederlandse aannemers en vrijwillige Nederlandse arbeiders gebouwd. De bouw werd voor een groot deel uitgevoerd door de Combinatie Barakkenbouw Arnhem (CONBA), een samenwerkingsverband van Arnhemse aannemers. De gebouwen kregen het uiterlijk van boerderijen, maar hadden muren van 50 cm beton, en stalen luiken voor de ramen. Ook werd een echte boerderij voor de voedselvoorziening en de kweek van o.m. angorakonijnen voor bontvoering gebouwd.
Later werd ten zuidwesten van het vliegveld de Diogenesbunker gebouwd; waarin het vluchtleidingscentrum voor Nederland, België en Noord-Frankrijk werd ondergebracht. Vlak bij Terlet werden de Duitse radiopeilstations (Teerose I, II en III) gebouwd, en ter bescherming werden 3 Flak groepen op Deelen gelegerd. Op het hoogtepunt van de luchtoorlog boven Nederland in 1943 waren op Deelen 110 Duitse toestellen gestationeerd en werkten op de basis circa 3.000 Duitse militairen.

### Spoor
Vanaf 1942 was de Fliegerhorst bereikbaar per spoor, dit was een eis voor grote Duitse vliegvelden. Vanaf Wolfheze (beginpunt op het westelijke deel van het spoorwegemplacement) werden volspoor rails aangelegd, het zogeheten 'bommenlijntje'. Aan de zuidkant van het vliegveld waren rangeersporen, meerdere laad- en losperrons en twee grote opslagloodsen (Hobaghalle en Junckershalle).
Vanaf het rangeerterrein in Arnhem werd dagelijks naar het vliegveld gereden met een diesel-elektrische locomotor van het type Sik. Voor zwaar transport werden stoomlocomotieven gebruikt. Eén aftakking van de spoorlijn liep noordwaarts tot in het park De Hoge Veluwe naar brandstof- en munitiedepots met eigen laadperron. Een ander aftakking liep naar het zuiden tot de (ontginnings)boerderij Rijzenburg (aan de Koningsweg) en diende voor de bouw van de Grossraum-Gefechtsstand, de Diogenesbunker, ten zuiden grenzend aan het Divisionsdorf.

### Eenheden

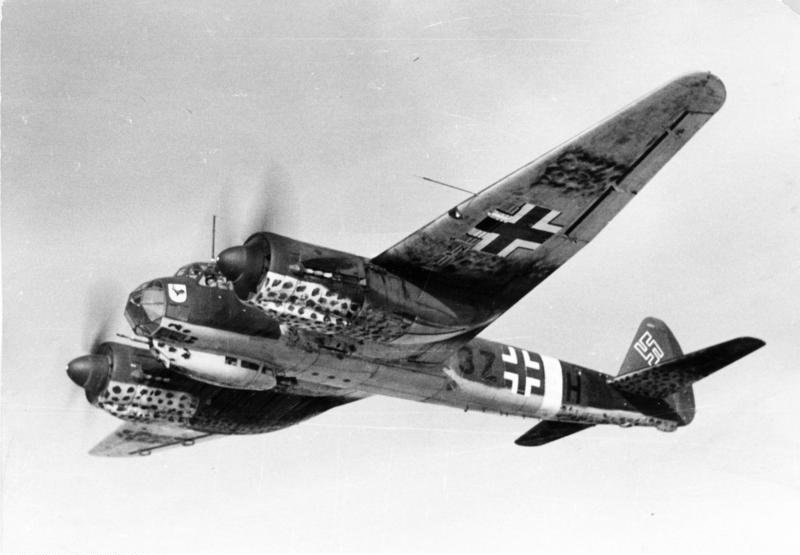
Junkers 88

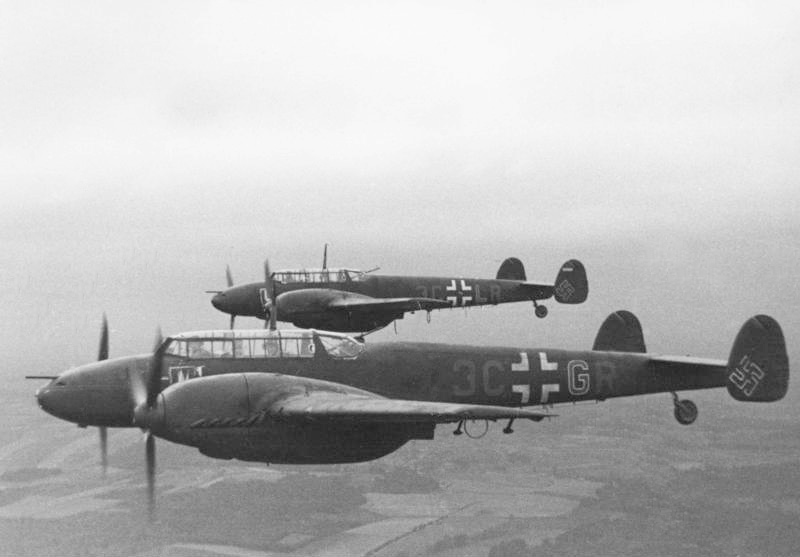
Messerschmitt 110

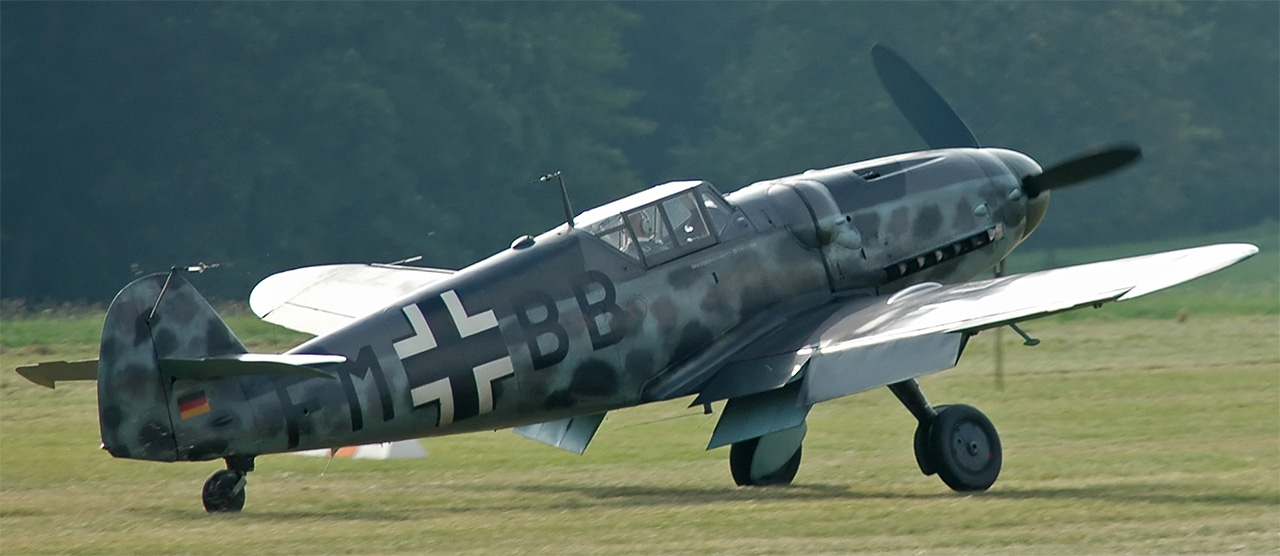
Messerschmitt 109

Van 1940 - 1945 waren diverse Luftwaffe eenheden op de Fliegerhorst Deelen gelegerd.
De vliegende eenheden waren ingedeeld bij de 1e en 3e Jagddivision en onder commando gesteld van Fliegerhorst-Kommandantur E 25/VI (1940-1942) en daarna onder Fliegerhorst-Kommandantur E (verlegbar) 201/XI (1943-1945)
- Stab / NachtJagdGeschwader 1 (7 september 1940 - 3 december 1943) onder Oberst Wolfgang Falck (1940) en Oberst Werner Streib (1943)
- II gruppe NJG1 4,5 en 6 staffel (7 september 1940 - 3 mei 1941) met Dornier Do 17Z
- I gruppe / NJG 6 (18 - 20 juni 1944) 1,2 en 3 staffel met Bf 110
- I gruppe / KampfGeschwader 6 (2 - 6 maart 1943 en 14 maart -17 mei 1943) met Junkers Ju 88
- III gruppe / KG 6 (1-4 september 1944) met Messerschmitt Bf 110
- III gruppe / KG 2 (14 juli 1942 - 16 maart 1943) met Heinkel He 111
- I gruppe / JagdGeschwader 1 (1 april 1943 - 6 december 1943) 1,2 en 3 staffel met Focke Wulf Fw 190
- II gruppe / JG 1 (22 juli - 24 september 1942) 4 staffel met Fw 190
- III gruppe / JG 1 (1 april - 30 mei 1943) 7,8 en 9 staffel met Fw 190
- IV gruppe JG 1 (25 juli 1943 - 2 januari 1944) 10 staffel met Fw 190
- II gruppe / JG 26 (28 juli - 6 augustus 1943) 4,5,6 en 7 staffel met Messerschmitt Bf 109
- II gruppe / JG 54 (23 juni - 8 juli 1943) 4 staffel met Bf 109
- III gruppe / JG 54 (23 juni - 8 juli 1943) 7,8 en 9 staffel met Bf 109
- Luftbeobachtungsstaffel 1 (21 december 1943 - 13 januari 1944) met Bf 110 en Ju 88
- Luftnachrichten-Abteilung 61 (augustus 1941 - oktober 1942)
- 4e, 7e en 12e Flak Gruppen

Een deel van de voormalige Duitse baan (gekenmerkt door de bakstenen) is nog steeds goed zichtbaar en werd tot in de jaren tachtig door de afdeling Rapid Runway Repair gebruikt voor scholing en training.
Voorafgaand aan Operatie Market Garden werd Deelen tussen 15 augustus en 3 september 1944 zwaar gebombardeerd waarna alle Luftwaffe-eenheden de basis verlieten. De basis bleef open als hulpvliegveld en als V1 opslagplaats. Dit duurde tot maart 1945 waarna alle Duitse militaire activiteiten op en rond Deelen werden gestaakt.
Van 1946-1950 werd Deelen een opslagplaats voor allerlei onbruikbaar defensie materieel. In die periode stond letterlijk van alles op het veld gestald, variërend van buitgemaakt Duits materieel tot overtollige Britse en Amerikaanse voorraden en het gehele afgedankte Canadese militaire voertuigenpark. In totaal ging het om 37.000 voertuigen: motoren, jeeps, lichte en zware vrachtwagens, geschut en tanks.

## Na 1950
Na 1950 wilde men het vliegveld weer gereedmaken voor gebruik en werd het oude materieel van het vliegveld verwijderd; een deel ligt echter nog steeds begraven in stortplaatsen.
- In 1951 werd 298 squadron (sqn) van de Groep Lichte Vliegtuigen (GPLV) op de basis gelegerd; men vloog met Auster Taylorcraft AOP. mk. III.
- In 1955 werd 298 sqn uitgebreid met de eerste helikopters van het type Hiller OH-23B en C Raven.
- In 1956 werd 299 sqn opgericht dat ging vliegen met Piper Super Cubs en Hiller OH-23B/C Ravens.
- In 1957 werden beide squadrons overgeplaatst naar vliegveld Ypenburg in verband met de komst van 306 sqn.
- Van 1957 tot 1963 was 306 sqn met RF-84F Thunderflash fotoverkenners op de basis gelegerd.
- In 1963 werd 306 sqn overgeplaatst naar de vliegbasis Twenthe en keerde de GPLV terug uitgerust met de Aérospatiale Alouette II.

Van 1964 tot 1995 werd Vliegbasis Deelen weer gebruikt door de GPLV en waren 298, 299, 300 en het logistiek squadron op de basis gehuisvest. 298 en logistiek Sq gingen in 1966 over naar vliegbasis Soesterberg met alleen de Aérospatiale Alouette III. 300 Sq kwam vanuit Ypenburg (dat werd gesloten) naar Deelen en zette aldaar de operationele taak alsmede de opleiding tot helikoptervlieger voort. Tevens werden de Piper Super Cubs van 298 en 299 Sq aan 300 Sq toegevoegd. Het 300 Sq omvatte een bijzondere vlucht met mobilisabele Piper Cub Vliegers, in oorlogstijd bestemd voor 301 en 302 Sq. Naast de Alouette III en de Piper Super Cub werd er tot 1974 ook gevlogen met De Havilland Beaver. Later schakelde 299 sq over op de BO-105 van Messerschmitt-Bölkow-Blohm.

Van 1973 tot 1995 was Deelen thuisbasis van het helikopter demoteam The Grasshoppers. Ook verleende de basis (technische) ondersteuning aan de nabijgelegen voormalige Luchtmacht Electronische en Technische School (LETS), de eveneens nabijgelegen Koninklijke Kaderschool Luchtmacht (KKSL) en de Luchtmacht Instructie en Militaire Opleidingen School (LIMOS).
In februari 1992 brak een actiegroep in een hangar op de vliegbasis in en stak BO-105 helikopters in brand. Er werd grote schade aangericht maar niemand raakte gewond.
Het einde van de Koude Oorlog resulteerde in sluiting van de vliegbasis in 1995. Deelen werd herbestemd als Militair Luchtvaartterrein (MLT) en werd incidenteel gebruikt als Forward Operating Base (FOB). Na de sluiting van vliegbasis Soesterberg werd de herbestemming weer ongedaan gemaakt en werd Deelen weer een vliegbasis echter zonder permanent gelegerd vliegende eenheden.
Vroeger op de vliegbasis Deelen ondergebracht:

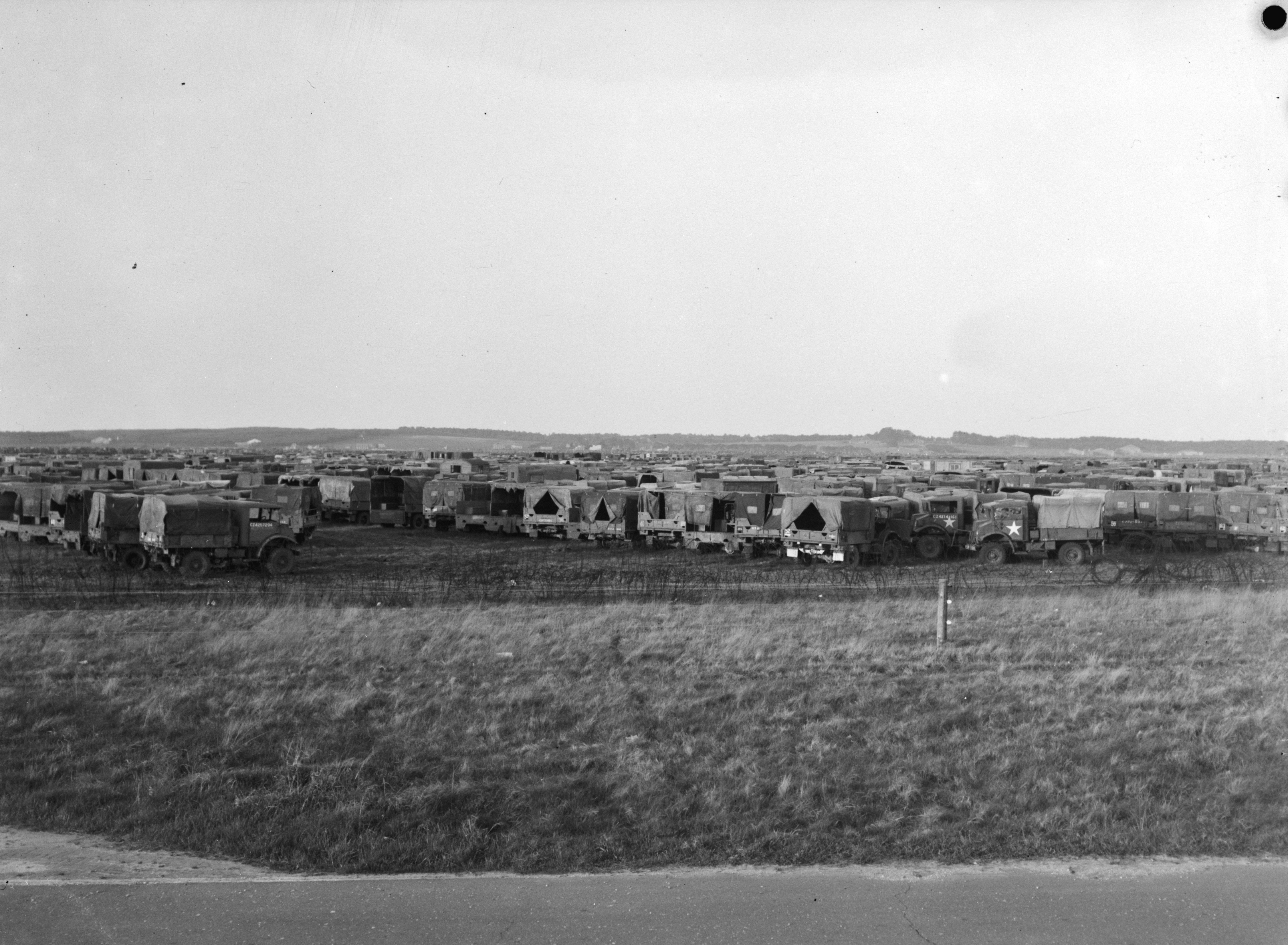
Opslag ongebruikt materieel (1946-1950)
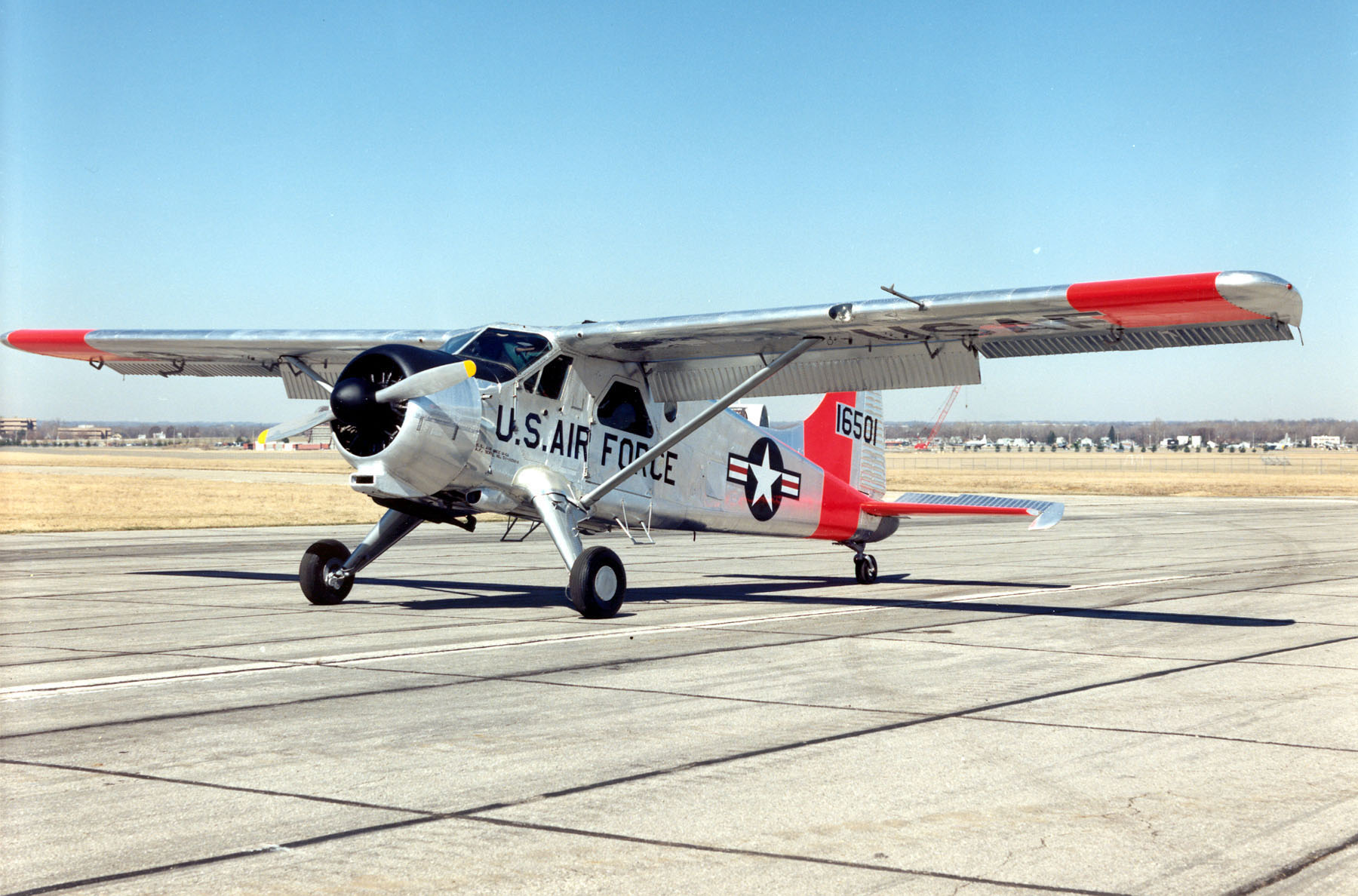
de Havilland Beaver 298sq (1951-1974)
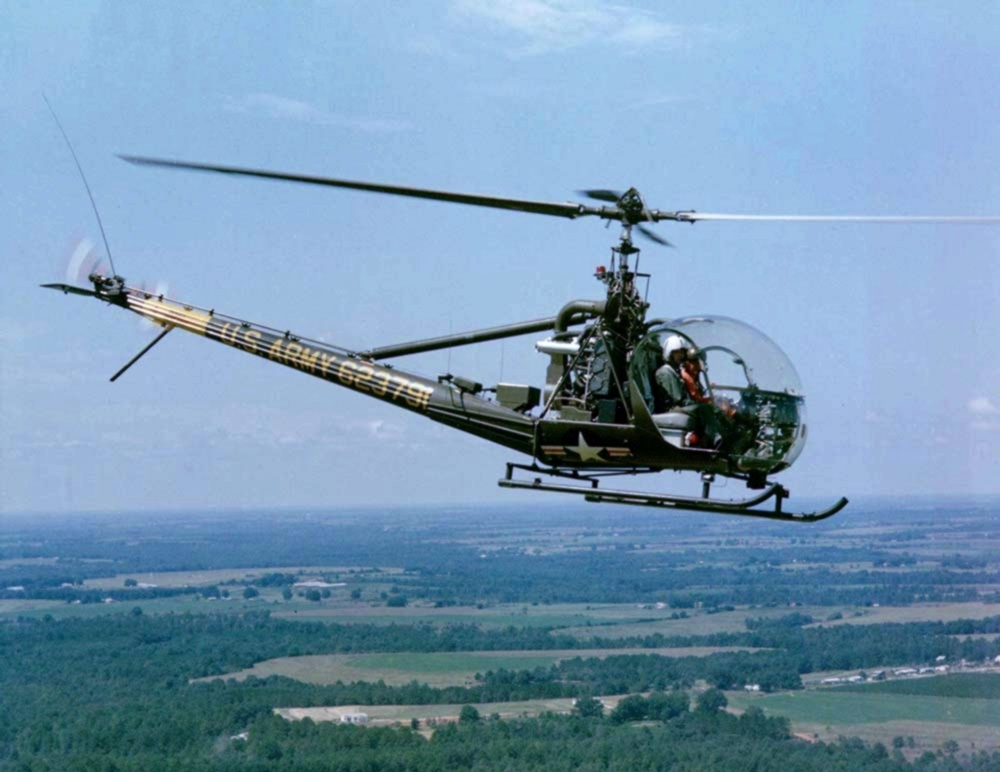
Hiller OH-23 Raven 298sq (1953-1957)
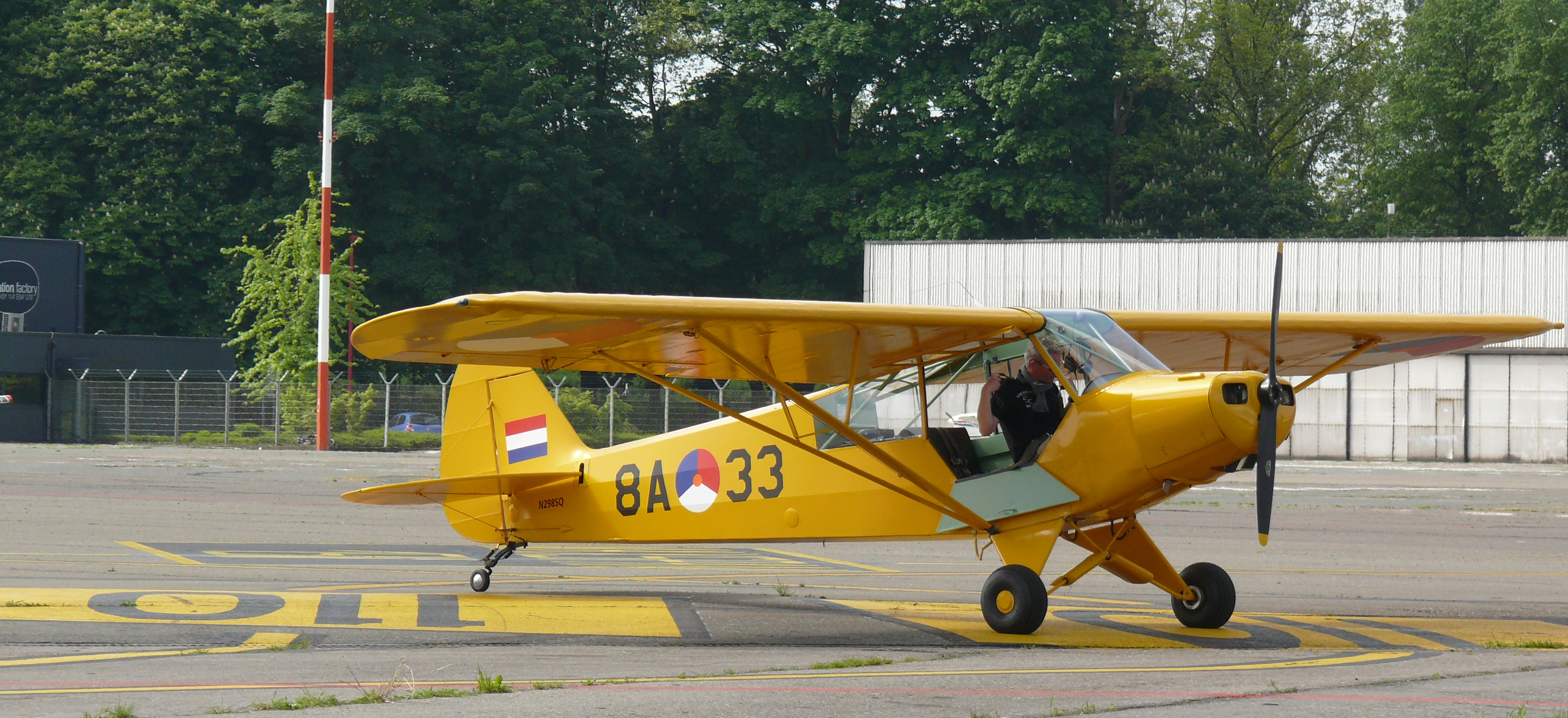
Piper Supercub 299sq (1955-1957)
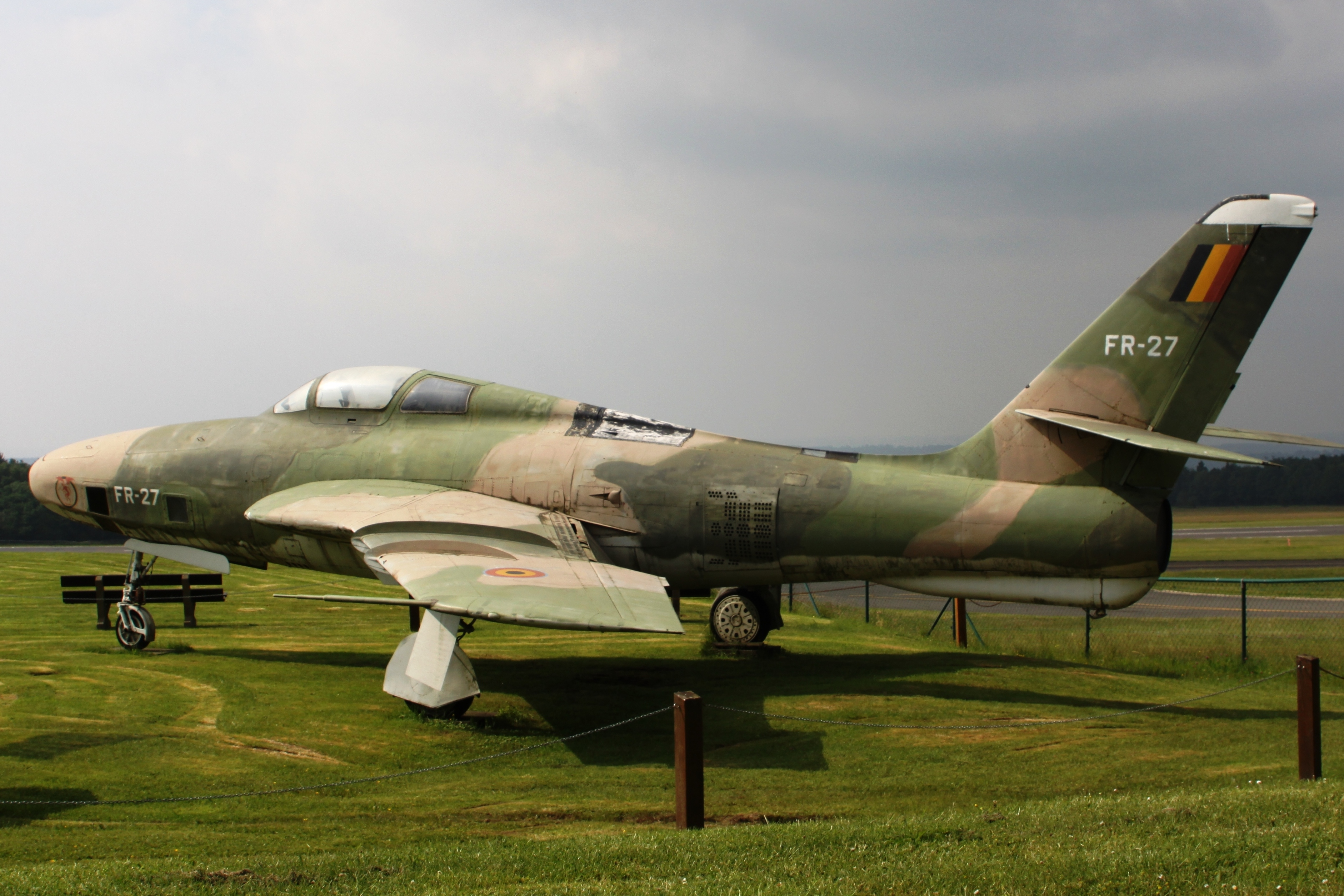
RF-84 Thunderflash 306sq (1957-1963)
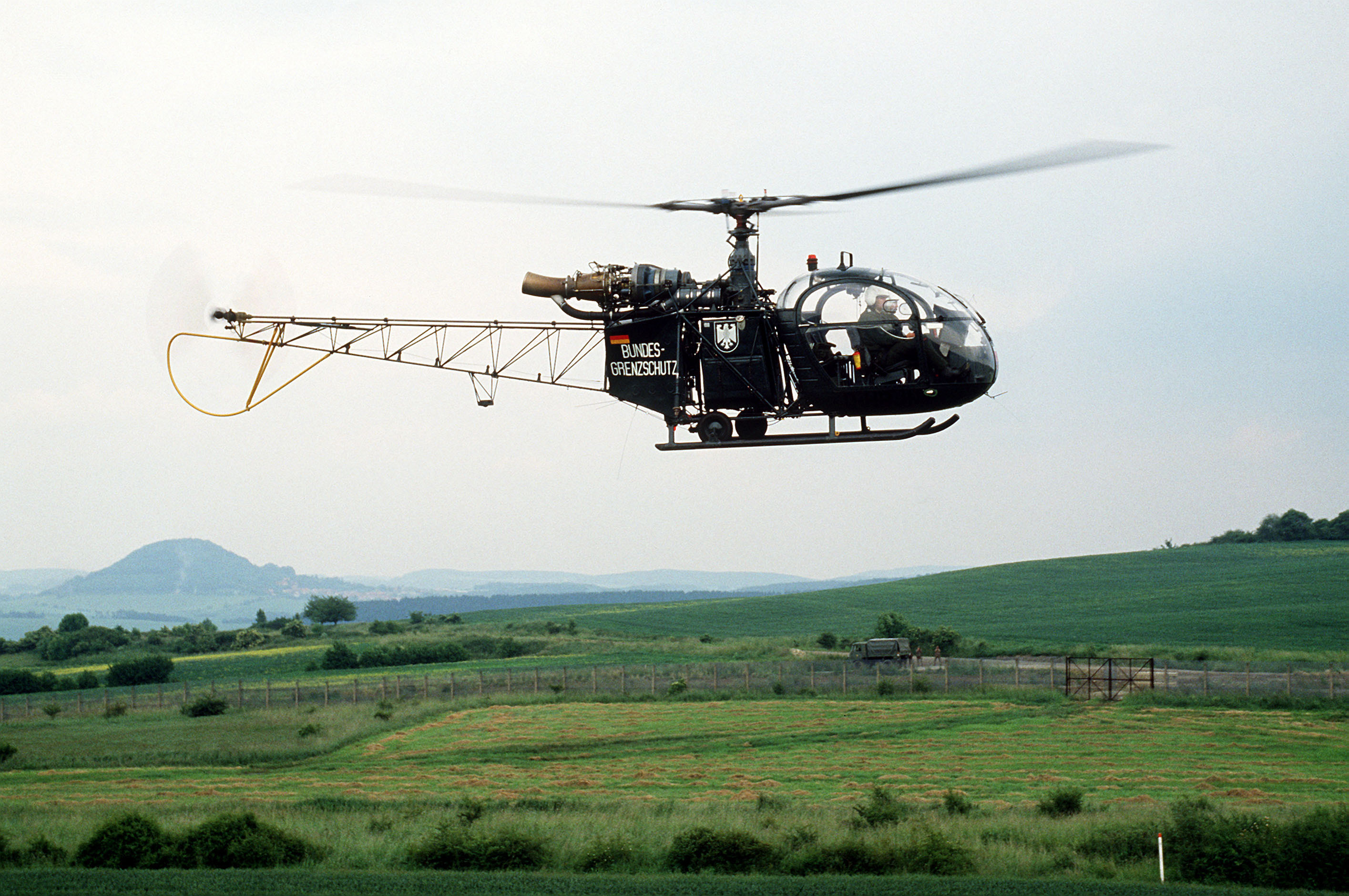
Aeropsatiale Alouette II 298sq/SAR (1959-1965)
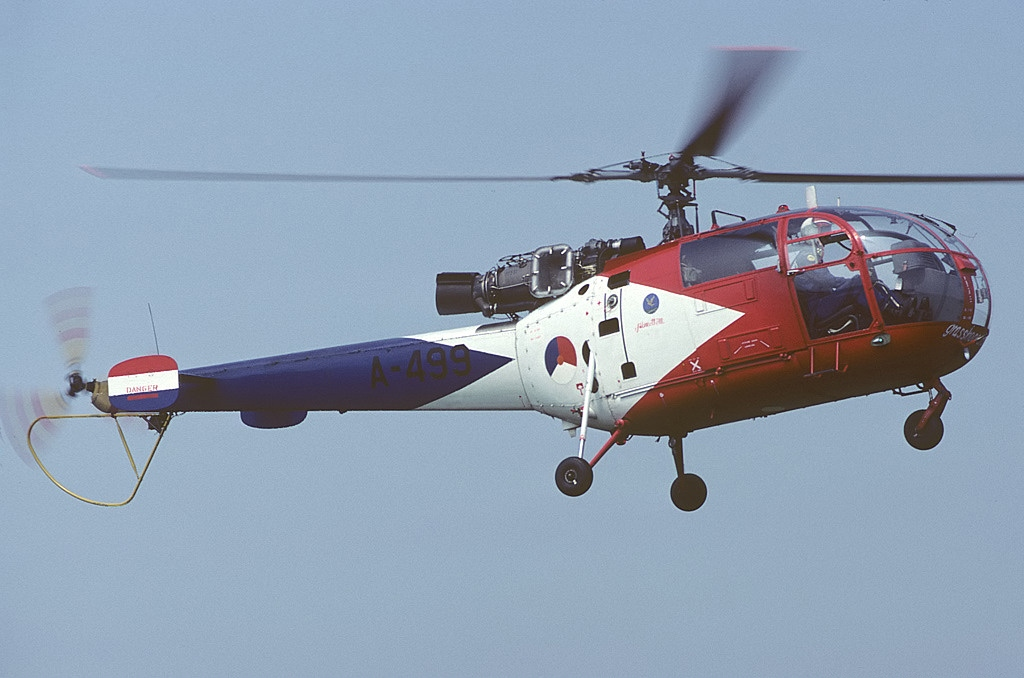
Alouette III 298,299,300sq/SAR (1963-2015)
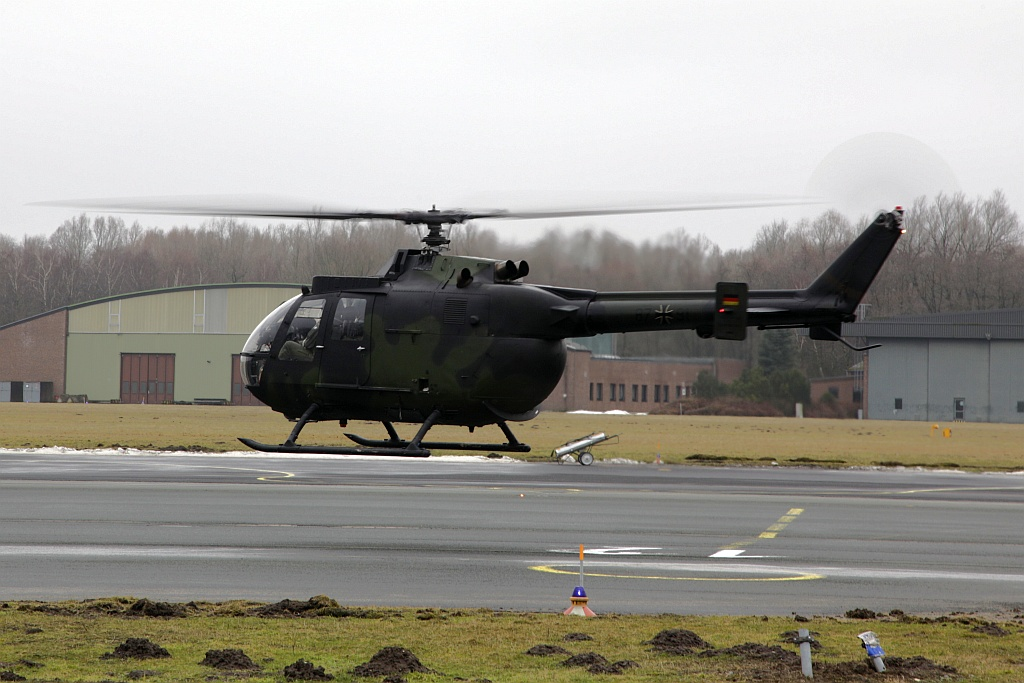
Bölkow BO-105 299sq (1975-2004)

De Apache, Chinook en Cougar helikopters van het Defensie Helikopter Commando bezoeken Deelen regelmatig voor training voor uitzending van het Koninklijke Landmacht personeel van de Luchtmobiele Brigade.  Tevens vindt de afstemming van het landmachtpersoneel plaats op de operaties met de DHC tactische aanvals- en transporthelicopters. Deelen ligt even ten noorden van Schaarsbergen, waar 11 en 12 Luchtmobiele bataljon in de Oranjekazerne zijn gelegerd , en ligt op korte afstand van de oefenterreinen Ederheide en Ginkelse Heide.

## Architectuur
Een van de toegepaste architectuurstijlen op de Fliegerhorst is de zogenaamde Heimatschutz Architektur, een klassieke architectuurstroming verwant aan de Delftse School. Voor de boerderijachtige bebouwing is gebruikgemaakt van rode baksteen, met zadel- schild- en wolfsdaken. De Duitse bebouwing is ingepast in het landschap. Betonnen bunkers en hangars zijn vermomd als stijlvolle boerderijen langs bochtige weggetjes, en gebouwencomplexen zijn als brinkdorpjes in het bos gebouwd. Versterkte muren van 1 meter dik, geschilderde nepvensters, plaatstalen luiken en Duitse teksten verraden echter hun geschiedenis. Van deze bebouwing is relatief veel intact gebleven en dit alles verleent Deelen een unieke structuur.
In januari 2007 wees de Rijksdienst voor Archeologie, Cultuurlandschap en Monumenten (RACM) het vliegveld, met in totaal 191 objecten en structuren verdeeld over 9 complexen aan als Rijksmonument.

## Complexen rond de basis

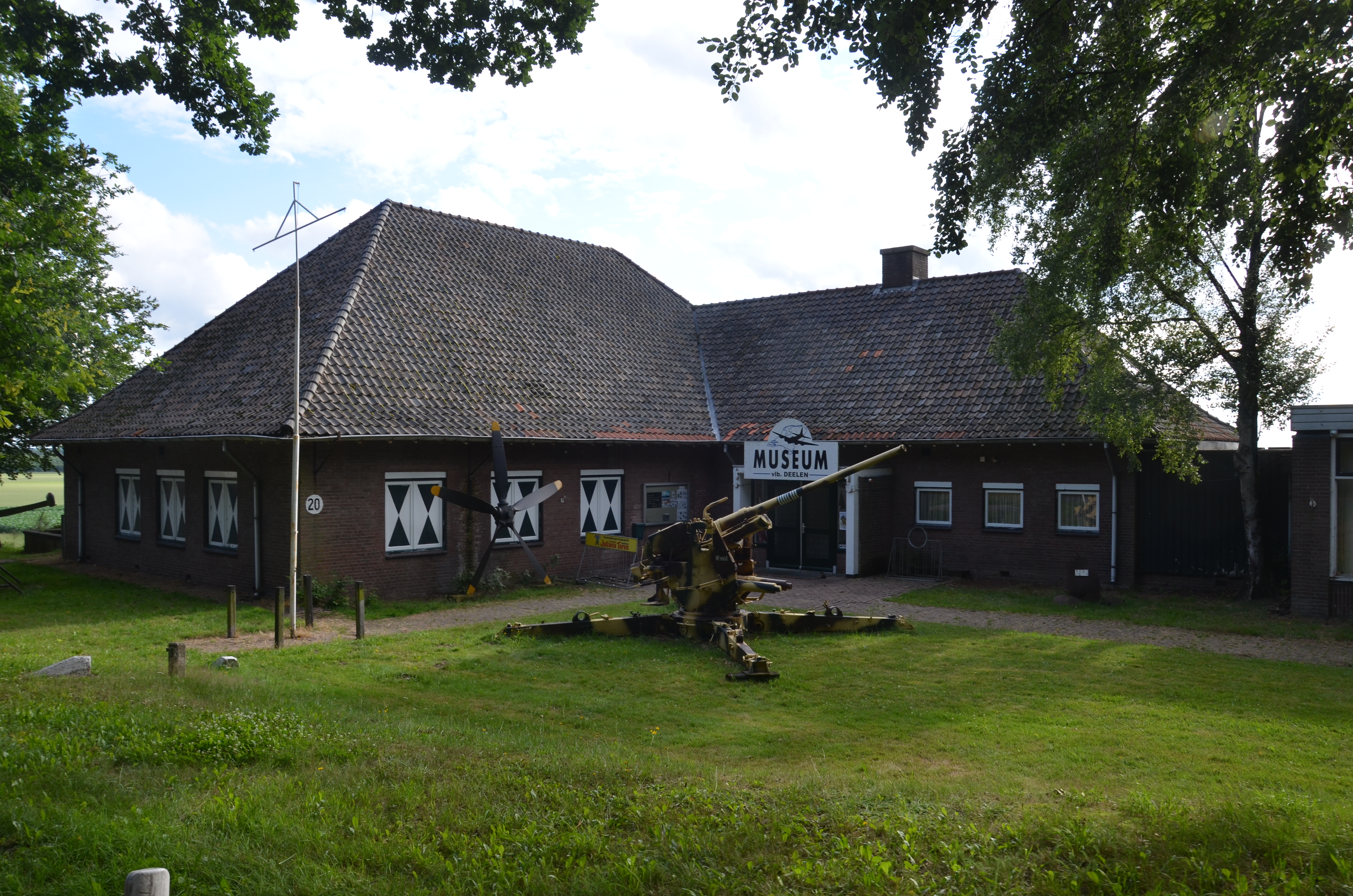
Museum Deelen, in de voormalige onderofficiersmess.

- Klein-Heidekamp (tijdens WOII Klein-Heidelager)

Diende als officierskamp. Daarna waren Leger Lucht Waarnemer School (LLWS), later Opleidings Centrum Grond-Lucht Samenwerking (OCGLS) en de KMar Brigade Schaarsbergen er gevestigd. De overige gebouwen waren verhuurd aan particulieren - voornamelijk defensiepersoneel. In 2008 werd het Klein-Heidekamp totaal verbouwd ten behoeve van legering voor de Luchtmobiele Brigade en daarna samengevoegd bij de Oranjekazerne.
- Groot-Heidekamp (tijdens WOII Gross-Heidelager)

Diende als manschappenlegering. In 1952 werd de Radio Radar School (RRS) van de luchtmacht hier gevestigd, die in 1954 hernoemd werd in Luchtmacht Electronische School (LES). Na de samenvoeging in 1959 met de Luchtmacht Technische School (LTS), ging het complex Groot Heidekamp verder als Luchtmacht Electronische en Technische School (LETS). Door bezuiniging werd de LETS in 1995 geïntegreerd in de KMSL te Woensdrecht. Het vrijgekomen Groot Heidekamp is samengetrokken met de Oranjekazerne en huisvest het schoolbataljon Luchtmobiel van de Koninklijke Militaire School.
- Vrijland

Huisvestte in en na Tweede Wereldoorlog technische en logistieke werkplaatsen. Als onderdeel van de LTS en LES (in 1959 samengevoegd tot LETS) waren hier leslokalen voor theorie en praktijk gehuisvest (onder andere Elektriciteit- en Instrumenttechniek). Het complex is nu in gebruik door de Staf Luchtmobiele Brigade en het kerndetachement van vliegbasis Deelen.
- Kop van Deelen

Tijdens en ook na Tweede Wereldoorlog commandocentrum van de vliegbasis Deelen. Daarna vanaf midden jaren '90 tot 2004 gebruikt als asielzoekerscentrum. Daarna werd de gehele Kop van Deelen verkocht aan de jeugdzorg instelling Hoenderloo Groep.
De oude onderofficiersmess is verbouwd tot Museum Vliegbasis Deelen.
- Bunker Diogenes (tijdens Tweede Wereldoorlog gevechtsleidingscentrum). Tot in 2022 in gebruik als depot van het Rijksarchief. Toekomstige functie nog onzeker.
- Divisionsdorf (tijdens Tweede Wereldoorlog legerplaats Luftwaffe). Nu in gebruik is als camping en waarop nog enkele gebouwen uit de Tweede Wereldoorlog in gebruik zijn.
- meerdere 'Wärmehalle' (verwarmde werkplaatsen)
- meerdere 'Splitterboxen' (opstelplaats met aarden wal tegen granaatinslag)
- meerdere 'Flakstelle' (bunkers voor luchtafweer)
- een compenseerschijf (draaischijf voor ijking boordkompas)
- Teerosen I, II en III maakten geen deel uit van de Fliegerhorst Deelen maar waren veldstellingen op Terlet, de Rheder- en Worth-Rheder heide en de Imbosch. Dit waren radiopeilstations om geallieerde bommenwerpers richting het Ruhrgebied te lokaliseren waarna deze werden onderschept.
- Kaderschool (aan de Koningsweg). Initieel legering voor Duitse Luftnachrichtenhelferinnen die gedurende de oorlog in de commandobunker Diogenes werkten. Na de oorlog werd er de Radio Radar School van de Luchtmacht gevestigd. Vervolgens werd het de Luchtmacht Kaderschool (LKS) en de Koninklijke Kaderschool Luchtmacht (KKSL). Na een kortstondig gebruik door de Staf Luchtmobiele Brigade is het kamp, samen met gebouwencomplex 'Zeven Provinciën', nu te koop.

## Actualiteit
Na de sluiting van de vliegbasis Soesterberg op 1 januari 2009 werd de status van MLT weer gewijzigd in vliegbasis Deelen en valt de basis nu onder commando van het Defensie Helikopter Commando gevestigd op de Vliegbasis Gilze-Rijen. Deelen is weer beschikbaar als vliegbasis en dit houdt in dat het veld periodiek wordt gebruikt met een kernbezetting van de verkeersleiding, brandweer en MGD. Tevens is er een permanent detachement, hoofdzakelijk bewaking, aanwezig. De uren van openstelling (oefenen van DHC en 11 Luchtmobiele Brigade AASLT) zijn vaak 's avonds en worden via de lokale media bekendgemaakt.